# Olga Carmona
Olga Carmona García (n. 12 iunie 2000, Sevilla, Andaluzia, Spania) este o fotbalistă profesionistă spaniolă care joacă ca fundaș stânga la clubul Real Madrid din Liga F⁠(d) și la echipa națională a Spaniei.

## Carieră de club
Născută la Sevilla, Andaluzia, Carmona și-a început cariera de fotbalistă la vârsta de șase ani la echipa Sevilla Este.
În primul sezon ca jucătoare profesionistă Carmona a contribuit cu cinci goluri în 25 de meciuri, iar în acel an Sevilla a terminat pe locul 12. În 2007 s-a mutat la echipa de tineret a Sevilla FC, unde urma să petreacă nouă ani. Pentru sezonul 2016-17, Carmona a ajuns în prima echipă care juca în a doua divizie din Spania la acea vreme. Ea a reușit să promoveze cu echipa sa în prima divizie. În timp ce clubul ei a ajuns în clasamentul inferior al ligii în următoarele trei sezoane, Carmona a ajuns în semifinalele cupelor interne 2018-19 și 2019-20, în care Sevilla i-a învins pe Real Sociedad și FC Barcelona.
În vara anului 2020, Carmona a semnat pentru a juca în noua secție de fotbal feminin a clubului Real Madrid.

## Carieră internațională
În 2018 Carmona a câștigat Campionatul European cu naționala U-19, învingând în finală Germania cu 1–0. În calificări și în finală ea a contribuit cu patru goluri în zece jocuri. Un an mai târziu, a ajuns cu echipa Spaniei U-19 în semifinalele Campionatului European, unde echipa ei a pierdut în fața Franței cu 1–3 după prelungiri.
Pe 13 aprilie 2021, Carmona și-a făcut debutul la echipa de seniori într-un meci amical împotriva Mexicului.

### Cupa Mondială Feminină FIFA 2023
În 2023, la vârsta de 23 de ani, Carmona a jucat un rol cheie în victoria Spaniei la Cupa Mondială FIFA la fotbal feminin, fiind în cele din urmă selectată ca căpitan al echipei Spaniei atât în semifinala, cât și în finală. Ea a marcat goluri decisive în fiecare dintre cele două meciuri. Carmona a fost desemnată jucătoarea meciului pentru finala Cupei Mondiale.

## Viață personală
Fratele mai mare al lui Carmona, Fran Carmona, este de asemenea fotbalist și joacă ca fundaș la FC Sevilla.
În copilărie părinții lui Carmona au insistat că ea nu joacă fotbal, ci au îndreptat-o spre înot, tenis și dansul flamenco; în cele din urmă au cedat deoarece ea nu se răzgândea.
Tatăl Carmonei a murit după o suferință lungă cu două zile înainte de finala Cupei Mondiale Feminine FIFA 2023, în care ea a marcat golul victoriei. Mama și frații ei au fost prezenți în Australia pentru a o vedea cum se joacă, iar ea a aflat de moartea tatălui ei după sărbătorile victoriei Spaniei.